# Kertu Laak
Kertu Laak (Tallinn, 21 febbraio 1998) è una pallavolista estone, opposto del BKS.

## Carriera

### Club
La carriera di Kertu Laak, prima come palleggiatrice, poi riconvertita in opposto, comincia nella stagione 2013-14 quando debutta in Eesti Meistrivõistlused con il Kohila, dove resta per quattro annate vincendo tre Baltic Volleyball League, quattro scudetti e la Coppa di Estonia 2015-16. Nella stagione 2017-18 si trasferisce in Finlandia, accasandosi al Viesti Salo, con cui conquista il campionato 2018-19.
Nell'annata 2019-20 veste la maglia del Chieri '76, nella Serie A1 italiana: dopo un biennio con la compagine piemontese, per il campionato 2021-22 si accasa nella 1. Bundesliga tedesca, difendendo i colori dello Schweriner, dove resta solo fino a dicembre, terminando l'annata in patria, dove da febbraio indossa la casa del Viljandi Metall; nel campionato seguente è di scena in Francia, dove disputa la Ligue A con la maglia del RC Cannes.
Approda in Polonia nella stagione 2023-24, ingaggiata dal BKS, in Liga Siatkówki Kobiet.

### Nazionale
Nel 2013 viene convocata nella nazionale estone Under-18, tra il 2014 e il 2016 è in quella Under-19 e tra il 2015 e il 2017 è in quella Under-20.
Nel 2013 ottiene le prime convocazioni nella nazionale maggiore. Nel 2023 vince la medaglia d'oro all'European Silver League, venendo premiata come MVP del torneo.

## Palmarès

### Club
- Campionato estone: 4

2013-14, 2014-15, 2015-16, 2016-17
- Campionato finlandese: 1

2018-19
- Coppa di Estonia: 1

2015-16
- Baltic Volleyball League: 3

2013-14, 2014-15, 2015-16

### Nazionale (competizioni minori)
- European Silver League 2023

### Premi individuali
- 2023 - European Silver League: MVP